# Жаботинский, Марк Ефремович
Ма́рк Ефре́мович Жаботи́нский (1917, Александровск, Екатеринославская губерния, Российская империя (ныне Запорожье)— 2002, Москва) — советский физик, доктор технических наук, лауреат Государственной премии СССР.

## Биография
В 1940 году окончил Московский государственный университет.
С 17 июля 1941 года по 10 июля 1944 года на военной службе (1011 сп 292 сд ЛенФ, штаб 4 А ВолхФ), инженер-капитан. Воевал на фронтах Великой Отечественной войны, был разведчиком и военным переводчиком, так как в совершенстве знал немецкий язык, командир радиовзвода 292 стрелковой дивизии.
Работал на фабрике по производству «говорящей бумаги», в Институте механики АН СССР. В 1942—1945 годах — заведующий лабораторией в оборонной промышленности. В 1945—1953 годах — в Физическом институте АН СССР. В 1947—1975 годах — преподавателем в Московском физико-техническом институте (в 1964 получил звание профессора). С 1953 года — заведующий лабораторией и заведующий отделом в институте радиотехники и электроники АН СССР, с 1983 года — главный научный сотрудник.
С 1 сентября 1947 года по совместительству старший преподаватель кафедры физики низких температур МГУ.
В 1948 году стал лауреатом премии им. Л. И. Мандельштама.
В 1962 году получил степень доктора технических наук.
В 1976 году стал лауреатом Государственной премии СССР.
В 1980 году стал лауреатом премии им. А. С. Попова.
Награждён орденом Трудового Красного Знамени (1986).
Был заместителем председателя Российского национального комитета Международного радиосоюза.

### Личная жизнь
- Первая жена — физик и писатель Анна Михайловна Ливанова (настоящая фамилия Лифшиц, 1917—2001; вторым браком была замужем за писателем А. И. Шаровым), сын — физик Анатолий Маркович Жаботинский.
- Вторая жена (с 1955 года) — Ирина Львовна Радунская, физик и популяризатор науки, соавтор мужа.

## Научная деятельность
Область научных интересов — радиофизика, квантовая радиофизика и электроника. Жаботинский получил важные результаты в области нелинейных колебаний, построил теорию кварцевых генераторов и флуктуации в них. Создал теорию деления и умножения частоты, в том числе на отражательных клистронах. Создал первый советский стандарт частоты на пучках атомов цезия. Разработал квантовые парамагнитные усилители дециметрового диапазона и впервые в Советском Союзе применил их в радиоастрономии, в том числе в космической радиолокации. Предложил новый подход к созданию материалов для твердотельных лазеров и создал фосфатное лазерное стекло. Инициировал развитие волоконной оптики. Создал измерительные систем и локальные сети, включающие волоконные датчики. Независимо от других разработал градиентные световоды методом парафазной реакции.
Написал свыше 250 научных работ, сделал 78 изобретений, получил 18 зарубежных патентов.

## Избранные труды
- Жаботинский М. Е., П. Е. Зильберман. О флуктуациях в кварцевых генераторах. — 1958.
- Жаботинский М. Е., В. В. Григорьянц, В. Ф. Золин. Квантовые стандарты частоты. — 1967.
- Лазерные фосфатные стёкла / Н. Е. Алексеев, В. П. Гапонцев, М. Е. Жаботинский и др.; Под ред. М. Е. Жаботинского. - Москва : Наука, 1980. - 352 с. : ил.
- Жаботинский М. Е., Радунская И. Л. Квинтэссенция. — 2005.
- Световодная связь / М.Е. Жаботинский, д-р техн. наук. - Москва : Знание, 1977. - 64 с. : ил.; 20 см.